# イェレナ・ムラジェノビッチ
イェレナ・ムラジェノビッチ（Jelena Mladjenović、1997年5月30日 - ）はボスニア・ヘルツェゴビナの女子バレーボール選手。ポジションはオポジット。ボスニア・ヘルツェゴビナ代表。

## 来歴
- クラブチーム

ボスニア・ヘルツェゴビナ出身。2011年、ŽOK Bimal-Jedinstvoへ入団。在籍した3シーズンでリーグ優勝を経験した。2014年、セルビアリーグのOK Tentへ移籍し2シーズンプレーした。2016/17シーズンはフランスリーグのLe Cannet Volley Ballでプレーしリーグ準優勝となった。2017/18シーズンよろ2年間はセルビアのOK Železničarでプレーし、2018/19シーズンはリーグ優勝を果たした。2019/20シーズンはロシアリーグのSparta Nizhny Novgorodでプレーした。2020/21シーズンはトルコリーグのÇukurova Belediyesi Adana Demirsporでプレーした。2021/22シーズンは韓国Vリーグの大田KGC人参公社と契約した。2022/23シーズンからは興国生命ピンクスパイダーズへ移籍し、レギュラーラウンド優勝とリーグ準優勝に貢献した。
- 代表チーム

2013年、シニアのボスニアヘルツェゴビナ代表に初選出され、世界選手権の欧州大陸予選に出場した。2021年、欧州選手権予選に出場した。

## 所属クラブ
- ŽOK Bimal-Jedinstvo（2011-2014年）
- OK Tent（2014-2016年）
- ル・カネ（2016-2017年）
- OK Železničar（2017-2019年）
- Sparta Nizhny Novgorod（2019-2020年）
- Çukurova Belediyesi Adana Demirspor（2020-2021年）
- 大田KGC人参公社（2021-2022年）
- 興国生命ピンクスパイダーズ（2022-）